# Friedrich Deinhardt
Friedrich W. Deinhardt (* 26. Mai 1926 in Gütersloh; † 30. April 1992 in München) war ein deutscher Mikrobiologe und Virologe.

## Leben
Deinhardt studierte Medizin an der Georg-August-Universität Göttingen und der Universität Hamburg. Das damals in Hamburg ansässige Corps Thuringia Jena recipierte ihn 1950. 1952 wurde er in Hamburg zum Dr. med. promoviert. Er forschte am Children´s Hospital in Philadelphia bei Werner Henle und Gertrude Henle als Virologe, zunächst über Mumps und tierische Tumorviren. Ab 1961 war er Associate Professor und ab 1966 Professor für Mikrobiologie an der University of Illinois. 1977 kehrte er nach Deutschland zurück und war Professor am Max von Pettenkofer-Institut für Hygiene und Medizinische Mikrobiologie in München, wo er 15 Jahre lang Direktor war.
Er war ein international anerkannter Experte für Hepatitisviren und auch einer der ersten, der die Existenz eines Hepatitisvirus postulierte. Deinhardt war an der Entwicklung eines Impfstoffs gegen Hepatitis A beteiligt. Ein weiteres Forschungsgebiet waren Retroviren bei Affen und er war in den 1980er Jahren in der AIDS-Forschung aktiv. Deinhardt war Berater der Weltgesundheitsorganisation in Fragen von Impfstoffen gegen Viren und stand einer EU-Initiative zur Entwicklung von AIDS-Impfstoffen vor (EVA, European vaccine against Aids). Deinhardt war auch einer der ersten, der Marmosetten bei Tierversuchen einsetzte.
Er war mit der britischen Wissenschaftlerin Jean Deinhardt verheiratet und hatte zwei Söhne. Er war von 1961 bis 1991 US-amerikanischer Staatsbürger.

## Schriften
- Mit Jean Deinhardt (Hrsg.): Viral hepatitis: laboratory and clinical science. Marcel Dekker, New York 1983.

## Ehrungen
- 1986: Emil-von-Behring-Preis
- 1992: Bundesverdienstkreuz 1. Klasse